# محمد علي موحدي كرماني
آية الله محمد علي موحدي كرماني (1931 -)، سياسي ورجل دين إيراني. وهو امام الجمعة المؤقت فی طهران والأمين العام الحالي لجمعية علماء الدين المجاهدين. كان موحدي كرماني عضوا في مجمع تشخيص مصلحة النظام ولكن بعد وفاة هاشمي رفسنجاني عينه المرشد الأعلی رئيسا مؤقتا لمجمع تشخيص مصلحة النظام، وهو أيضا عضو في مجلس خبراء القيادة.

## الولادة والتعليم
ولد محمد علي بن الشيخ عباس موحدي كرماني، في مدينة كرمان عام 1932.
بدأ دراسته الحوزوية لمرحلة المقدمات في حوزة كرمان ثم التحق بالحوزة العلمية في قم. وتتلمذ هناك علی يد كبار العلماء مثل آية الله حسين البروجردي، وروح الله الخميني، ثم توجه إلى مدينة النجف في عام 1957، وتلقى هناك دروسه الدينية على أيدي آية الله أبو القاسم الخوئي ومحمد باقر الحكيم.
ثم عاد إلی إيران ودخل مجال السياسة ضد الدولة البهلوية، فتم منعه من الصعود إلى المنبر بسبب موقفه السياسي.

## المناصب
يعد آية الله موحدي كرماني ضمن النواة الأولى التي بدأت تهيئ المجال لتشكيل مجمع علماء الدين المجاهدين. وهو ينتمي إلی الحزب الجمهوري الإسلامي.
في عام 1982 م عيّنه الإمام الخميني إماماً للجمعة في مدينة كرمانشاه،
ثم انتخب نائبا في مجلس الشورى الإسلامي لخمس دورات، ففي الدورة الأولى مثّل أهالي كرمان، وفي الدورات اللاحقة كان نائبا عن أهالي طهران
ثم أصبح ممثل قائد الثورة الإسلامية في حرس الثورة الإسلامية لمدّة أربع سنين. وفيما بعد اختير لعضوية مجلس تشخيص مصلحة النظام.
في الدورة الثالثة من انتخابات مجلس خبراء القيادة أصبح ممثلا عن محافظة كرمان، فضلا عن رئاسته للجنة الشؤون الداخلية في البرلمان ولجنة الشؤون الدفاعية ونيابة رئاسة البرلمان.
في عام 2012 عينه  المرشد الأعلى في إيران آیة الله علي خامنئي، اماماً مؤقتا لصلاة الجمعة في طهران. وفي سنة 2014 انتخب آية الله موحدي كرماني بالإجماع کأمين عام لجمعية رجال الدين المقاتلين.
وبعد أن توفي علي أكبر هاشمي رفسنجانى في يناير 2017 إثر نوبة قلبية، عينه خامنئي، رئيسا مؤقتا لمجمع تشخيص مصلحة النظام، خلفا لرفسنجاني.